# Pinacosuchus
Pinacosuchus — вимерлий рід крокодиломорфів. Його скам'янілості були знайдені в формації Північний Ріг пізньої крейди в штаті Юта (Сполучені Штати). Пінакосух був мініатюрним крокодиломорфом із гострою бронею, і відомий лише за мізерними останками.